# El Dorado (província)
El Dorado é uma província do Peru localizada na região de San Martín. Sua capital é a cidade de San José de Sisa.

## Distritos
- Agua Blanca
- San José de Sisa
- San Martín
- Santa Rosa
- Shatoja